# Ортогональне доповнення
Ортогональне доповнення підпростору — в лінійній алгебрі та функціональному аналізі, множина векторів простору (в якому визначений скалярний добуток, тобто, це є передгільбертів простір) які є ортогональними до всіх векторів заданого підпростору:
{\displaystyle W^{\bot }=\left\{x\in V:\langle x,y\rangle =0,\quad \forall y\in W\right\}.}

## Властивості
- Ортогональне доповнення є замкнутою множиною.

- В скінченномірному випадку всі лінійні підпростори є замкнутими, тобто {\displaystyle {\overline {W}}=W,} тому:

{\displaystyle W^{\bot \,\bot }=W.}
- В нескінченномірному гільбертовому просторі підпростори можуть бути незамкненими, але їх ортогональні доповнення є замкненими:

{\displaystyle W^{\bot \,\bot }={\overline {W}}.}
- В скінченномірному випадку сума розмірностей лінійного підпростору і його ортогонального доповнення рівна розмірності простору:

{\displaystyle \dim W+\dim W^{\bot }=\dim V.}

## Дивись також
- Ядро та образ лінійного оператора